# Edison Denisow

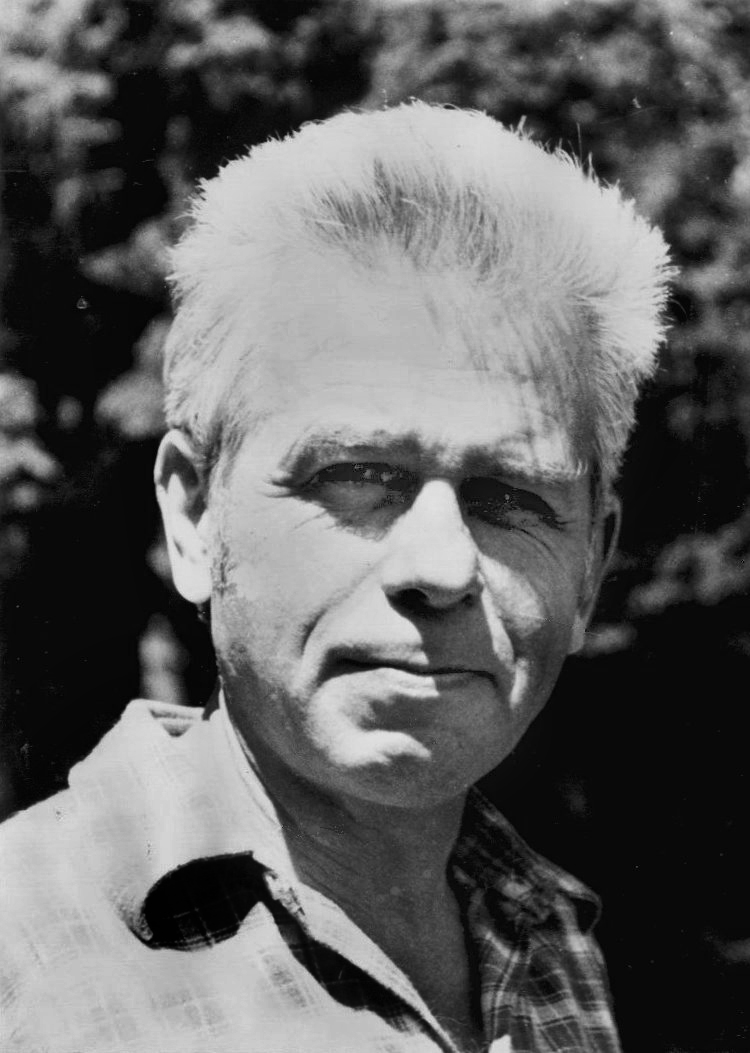
Edison Denisow (1975)

Edison Wasiljewicz Denisow (Dienisow) (ros. Эдисон Васильевич Денисов; ur. 6 kwietnia 1929 w Tomsku, zm. 24 listopada 1996 w Paryżu) – radziecki kompozytor i teoretyk muzyki.

## Życiorys
Urodził się jako syn inżyniera i lekarki. W latach 1946–1947 uczęszczał do klasy fortepianu w szkole muzycznej w Tomsku.
W latach 1947–1951 studiował najpierw matematykę na Państwowym Uniwersytecie w Tomsku, po uzyskaniu dyplomu zdecydował się na studia muzyczne. Na Konserwatorium Moskiewskim studiował kompozycję u Wissariona Szebalina i fortepian u Nikołaja Piejki.
Po ukończeniu studiów wykładał instrumentację na Konserwatorium Moskiewskim, lecz ze względu na jego entuzjastyczny stosunek do zachodniej awangardy muzycznej nie powierzono mu klasy kompozycji.
Zaliczony do „Siódemki Chriennikowa” stał się w roku 1979 celem gwałtownej krytyki na VI zjeździe Związku Kompozytorów ZSRR. Mimo to wielu studentów zapisywało się do klasy Denisowa, by zapoznać się z osiągnięciami światowej awangardy, wśród nich Jelena Firsowa, Dmitrij Smirnow, Władimir Tarnopolski i Wadim Wierbicki.
W latach 1968–1970 pracował w eksperymentalnym studiu muzyki elektronicznej w Moskwie. Po rozpadzie Związku Radzieckiego został wybrany sekretarzem Związku Kompozytorów Rosji i odtworzył zlikwidowaną w roku 1932 Asocjację Muzyki Współczesnej (ASM-2). W roku 1992 został powołany na profesora Konserwatorium Moskiewskiego.
W latach 1990–1991 działał w IRCAM w Paryżu. Ciężko ranny w wypadku samochodowym wyjechał w roku 1994 do Francji w nadziei na wyleczenie w paryskiej klinice, lecz zmarł tam w roku 1996.

## Dzieła
Stworzył koncert fletowy dla Aurèle Nicolet, koncert skrzypcowy dla Gidona Kremera, koncert obojowy dla Heinza Holligera i utwory na klarnet dla Eduarda Brunnera.
W roku 1993 dokończył operę Rodrigue et Chimène Claude’a Debussy’ego. Tworzył muzykę do wielu filmów.

## Muzyka filmowa
- 1990: Samobójca
- 1990: Carskie polowanie
- 1990: Ciało
- 1989: Uczta Baltazara, czyli noc ze Stalinem
- 1981: Mąż idealny
- 1978: Cudowny kwiat